# 크레이그 무어
크레이그 앤드루 무어(영어: Craig Andrew Moore, 1975년 12월 12일 ~ )는 오스트레일리아의 전 축구 선수이다. 레인저스, 보루시아 묀헨글라트바흐, 뉴캐슬 유나이티드 등에서 뛰었으며, 오스트레일리아 국가대표로서 여러 국제 대회에 참가하였다.

## 수상 경력
레인저스
- 스코티시 프리미어리그: 1994-95, 1995-96, 1996-97, 1999-2000, 2002-03
- 스코티시 컵: 1995-96, 1999-2000, 2001-02, 2002-03
- 스코티시 리그 컵: 1996-97, 2001-02, 2002-03